# Liste des sites et monuments classés de la wilaya de Tlemcen
Cet article présente une liste des sites et monuments classés de la wilaya de Tlemcen.

## Liste

### Tlemcen
| Id     | Identification du bien                                                                                                   | Datation  | Commune | Coordonnées                        | Catégorie du classement                     | Mesures et date de protection | Date de publication au Journal Officiel | Illustration    |                       |
| ------ | --- | --------- | ------- | ---------------------------------- | ------------------------------------------- | --- | --------------------------------------- | --------------- | --------------------- |
| 13-001 | Ancienne mosquée de Sidi El Ghaly (rue Lamoricière)                                                                      | Médiévale | Tlemcen | à géolocaliser                     | Classé                                      | Classé parmi les sites et monuments historiques en (L.1900), Conformément à l'article 62 de l'ordonnance N° 67-281 du 20/12/1967                                                   | N° 07 du 23/01/1968                     | Image manquante | Télécharger une image |
| 13-003 | Bordj Bab El Hadid | Médiévale | Tlemcen | à géolocaliser                     | Classé                                      | Classé sur la liste des biens culturels par arrêté du 28/04/2013, après avis conforme de la commission nationale des biens culturels tenu le 14/01/2013.                           | N° 26 du 07/05/2014                     | Image manquante | Télécharger une image |
| 13-009 | Grand bassin ou Sahridj M'badda                                                                                          | Médiévale | Tlemcen | à géolocaliser                     | Classé                                      | Inscrit sur l'inventaire général des biens culturels immobiliers par arrêté du 14/07/2007, après avis favorable de la commission nationale des biens culturels tenu le 12/10/2006. | N° 60 du 26/09/2007                     |                 | Télécharger une image |
| 13-011 | Grande Mosquée et dépendances                                                                                            | Médiévale | Tlemcen | à géolocaliser                     | Classé                                      | Classé parmi les sites et monuments historiques en (L.1900), Conformément à l'article 62 de l'ordonnance N° 67-281 du 20/12/1967                                                   | N° 07 du 23/01/1968                     |                 | Télécharger une image |
| 13-013 | Koubba de Sidi Ed Daoudi                                                                                                 | Médiévale | Tlemcen | à géolocaliser                     | Classé                                      | Classé parmi les sites et monuments historiques en (L.1900), Conformément à l'article 62 de l'ordonnance N° 67-281 du 20/12/1967                                                   | N° 07 du 23/01/1968                     | Image manquante | Télécharger une image |
| 13-014 | Koubba dite du Khalifat, cimetière de Sidi Yakoub                                                                        | Médiévale | Tlemcen | à géolocaliser                     | Classé                                      | Classé parmi les sites et monuments historiques en (L.1900), Conformément à l'article 62 de l'ordonnance N° 67-281 du 20/12/1967                                                   | N° 07 du 23/01/1968                     | Image manquante | Télécharger une image |
| 13-016 | Magasin et agence des monuments historiques                                                                              | Médiévale | Tlemcen | à géolocaliser                     | Classé                                      | Classé parmi les sites et monuments historiques en (L.1900), Conformément à l'article 62 de l'ordonnance N° 67-281 du 20/12/1967                                                   | N° 07 du 23/01/1968                     | Image manquante | Télécharger une image |
| 13-017 | Marabout de Sidi Brahim                                                                                                  | Médiévale | Tlemcen | à géolocaliser                     | Classé                                      | Classé parmi les sites et monuments historiques en (L.1900), Conformément à l'article 62 de l'ordonnance N° 67-281 du 20/12/1967                                                   | N° 07 du 23/01/1968                     | Image manquante | Télécharger une image |
| 13-018 | Marabout de Sidi El Wahhab                                                                                               | Médiévale | Tlemcen | à géolocaliser                     | Classé                                      | Classé parmi les sites et monuments historiques en (L.1900), Conformément à l'article 62 de l'ordonnance N° 67-281 du 20/12/1967                                                   | N° 07 du 23/01/1968                     | Image manquante | Télécharger une image |
| 13-019 | Mausolée de Sidi Bou Ishaq Tayar, ruines et minaret au cimetière de Sidi Senouci à El Obbad                              | Médiévale | Tlemcen | à géolocaliser                     | Classé                                      | Classé parmi les sites et monuments historiques en (L.1900), Conformément à l'article 62 de l'ordonnance N° 67-281 du 20/12/1967                                                   | N° 07 du 23/01/1968                     |                 | Télécharger une image |
| 13-021 | Mausolée de Sidi El Habbek                                                                                               | Médiévale | Tlemcen | à géolocaliser                     | Classé                                      | Inscrit sur l'inventaire général des biens culturels immobiliers par arrêté du 14/07/2007, après avis favorable de la commission nationale des biens culturels tenu le 12/10/2006. | N° 60 du 26/09/2007                     | Image manquante | Télécharger une image |
| 13-022 | Mausolée Sidi Saad | Médiévale | Tlemcen | à géolocaliser                     | Classé                                      | Classé sur la liste des biens culturels par arrêté du 28/04/2013, après avis conforme de la commission nationale des biens culturels tenu le 14/01/2013.                           | N° 26 du 07/05/2014                     | Image manquante | Télécharger une image |
| 13-023 | Mechouar | Médiévale | Tlemcen | à géolocaliser                     | Classé                                      | Inscrit sur l'inventaire général des biens culturels immobiliers par arrêté du 14/07/2007, après avis favorable de la commission nationale des biens culturels tenu le 12/10/2006. | N° 60 du 26/09/2007                     |                 | Télécharger une image |
| -024   | Minaret d'Agadir | Médiévale | Tlemcen | à géolocaliser                     | Classé                                      | Classé parmi les sites et monuments historiques en (L.1900), confirmé par l'ordonnance n°67-281 du 20 décembre 1967                                                                | N° 07 du 23/01/1968                     |                 | Télécharger une image |
| 13-025 | Minaret de la Mosquée de Sidi Bellahsen Errachidi                                                                        | Médiévale | Tlemcen | 34° 52′ 58″ nord, 1° 18′ 40″ ouest | Classé                                      | Classé parmi les sites et monuments historiques en (L.1900), Conformément à l'article 62 de l'ordonnance N° 67-281 du 20/12/1967                                                   | N° 07 du 23/01/1968                     |                 | Télécharger une image |
| -026   | Minaret de la Mosquée Sidi Hacène                                                                                        | Médiévale | Tlemcen | à géolocaliser                     | Classé                                      | Classé parmi les sites et monuments historiques en 04/1904, Conformément à l'article 62 de l'ordonnance N° 67-281 du 20/12/1967                                                    | N° 07 du 23/01/1968                     | Image manquante | Télécharger une image |
| 13-027 | Mosquée Bab Zir et deux Marabouts du cimetière d'El Obbad es Safli                                                       | Médiévale | Tlemcen | à géolocaliser                     | Classé                                      | Classé parmi les sites et monuments historiques en date du 17/04/1905, Conformément à l'article 62 de l'ordonnance N° 67-281 du 20/12/1967                                         | N° 07 du 23/01/1968                     |                 | Télécharger une image |
| 13-029 | Mosquée de Lala er Royat, rue des Almohades                                                                              | Médiévale | Tlemcen | à géolocaliser                     | Classé                                      | Classé parmi les sites et monuments historiques en (L.1900), Conformément à l'article 62 de l'ordonnance N° 67-281 du 20/12/1967                                                   | N° 07 du 23/01/1968                     | Image manquante | Télécharger une image |
| -030   | Mosquée de Si Bel Hassen                                                                                                 | Médiévale | Tlemcen | à géolocaliser                     | Classé                                      | Classé parmi les sites et monuments historiques en (L.1900), Conformément à l'article 62 de l'ordonnance N° 67-281 du 20/12/1967                                                   | N° 07 du 23/01/1968                     | Image manquante | Télécharger une image |
| 13-031 | Mosquée de Sidi Abou Abd Allah El Charif El Tlemceni                                                                     | Médiévale | Tlemcen | à géolocaliser                     | Classé                                      | Classé sur la liste des biens culturels par arrêté du 28/04/2013, après avis conforme de la commission nationale des biens culturels tenu le 14/01/2013.                           | N° 26 du 07/05/2014                     | Image manquante | Télécharger une image |
| 13-032 | Mosquée de Sidi Boumediène et dépendance : medersas. kouba, latrines publiques, bains, maison de l'Oukil et des pèlerins | Médiévale | Tlemcen | 34° 53′ 08″ nord, 1° 19′ 05″ ouest | Classé                                      | Classé parmi les sites et monuments historiques en (L.1900), Conformément à l'article 62 de l'ordonnance N° 67-281 du 20/12/1967                                                   | N° 07 du 23/01/1968                     |                 | Télécharger une image |
| 13-033 | Mosquée de Sidi Brahim El Masmoudi                                                                                       | Médiévale | Tlemcen | à géolocaliser                     | Classé                                      | Inscrit sur l'inventaire général des biens culturels immobiliers par arrêté du 14/07/2007, après avis favorable de la commission nationale des biens culturels tenu le 12/10/2006. | N° 60 du 26/09/2007                     | Image manquante | Télécharger une image |
| 13-034 | Mosquée de Sidi Es Senoussi (rue de Mascara)                                                                             | Médiévale | Tlemcen | à géolocaliser                     | Classé                                      | Classé parmi les sites et monuments historiques en (L.1900), Conformément à l'article 62 de l'ordonnance N° 67-281 du 20/12/1967                                                   | N° 07 du 23/01/1968                     | Image manquante | Télécharger une image |
| 13-036 | Mosquée de Sidi Yadoun                                                                                                   | Médiévale | Tlemcen | à géolocaliser                     | Classé                                      | Classé sur la liste des biens culturels par arrêté du 28/04/2013, après avis conforme de la commission nationale des biens culturels tenu le 14/01/2013.                           | N° 26 du 07/05/2014                     | Image manquante | Télécharger une image |
| 13-039 | Mosquée des Oulad El Imam                                                                                                | Médiévale | Tlemcen | à géolocaliser                     | Classé                                      | Classé parmi les sites et monuments historiques en date du 11/03/1905, Conformément à l'article 62 de l'ordonnance N° 67-281 du 20/12/1967                                         | N° 07 du 23/01/1968                     | Image manquante | Télécharger une image |
| 13-040 | Mosquée d'El Mechouar | Médiévale | Tlemcen | à géolocaliser                     | Classé                                      | Classé parmi les sites et monuments historiques en (L.1900), Conformément à l'article 62 de l'ordonnance N° 67-281 du 20/12/1967                                                   | N° 07 du 23/01/1968                     |                 | Télécharger une image |
| 13-041 | Mosquée El Chorfa | Médiévale | Tlemcen | à géolocaliser                     | Classé                                      | Classé sur la liste des biens culturels par arrêté du 28/04/2013, après avis conforme de la commission nationale des biens culturels tenu le 14/01/2013.                           | N° 26 du 07/05/2014                     | Image manquante | Télécharger une image |
| 13-043 | Mosquée Sidi El Benna | Médiévale | Tlemcen | à géolocaliser                     | Classé                                      | Classé sur la liste des biens culturels par arrêté du 28/04/2013, après avis conforme de la commission nationale des biens culturels tenu le 14/01/2013.                           | N° 26 du 07/05/2014                     |                 | Télécharger une image |
| 13-045 | Mosquée Sidi Zakri | Médiévale | Tlemcen | à géolocaliser                     | Classé                                      | Classé sur la liste des biens culturels par arrêté du 28/04/2013, après avis conforme de la commission nationale des biens culturels tenu le 14/01/2013.                           | N° 26 du 07/05/2014                     | Image manquante | Télécharger une image |
| 13-046 | Mosquée Sidi Zayed | Médiévale | Tlemcen | à géolocaliser                     | Classé                                      | Classé sur la liste des biens culturels par arrêté du 28/04/2013, après avis conforme de la commission nationale des biens culturels tenu le 14/01/2013.                           | N° 26 du 07/05/2014                     | Image manquante | Télécharger une image |
| 13-049 | Porte dite « Bab EL Khémis » entre Tlemcen et Mansourah                                                                  | Médiévale | Tlemcen | à géolocaliser                     | Classé                                      | Classé parmi les sites et monuments historiques en (L.1900), Conformément à l'article 62 de l'ordonnance N° 67-281 du 20/12/1967                                                   | N° 07 du 23/01/1968                     |                 | Télécharger une image |
| 13-050 | Porte dite Bab El Kermadine sur le front Nord-Ouest et Improprement appelée (Bab El Toi)                                 | Médiévale | Tlemcen | 34° 53′ 12″ nord, 1° 19′ 00″ ouest | Classé                                      | Classé parmi les sites et monuments historiques en (L.1900), Conformément à l'article 62 de l'ordonnance N° 67-281 du 20/12/1967                                                   | N° 07 du 23/01/1968                     | Image manquante | Télécharger une image |
| 13-052 | Reste de l'enceinte arabe                                                                                                | Médiévale | Tlemcen | à géolocaliser                     | Classé                                      | Classé parmi les sites et monuments historiques en (L.1900), Conformément à l'article 62 de l'ordonnance N° 67-281 du 20/12/1967                                                   | N° 07 du 23/01/1968                     | Image manquante | Télécharger une image |
| 13-054 | Site d'Agadir | Médiévale | Tlemcen | à géolocaliser                     | Classé                                      | Classé parmi les sites historiques par arrêté du 01/02/1982, après avis favorable de la commission nationale des monuments et sites historiques tenu le 27/12/1978.                | N° 18 du 04/05/1982                     |                 | Télécharger une image |
| 13-057 | Tour et ruines de la porte de Sidi El Daoudi sur le front Est                                                            | Médiévale | Tlemcen | à géolocaliser                     | Classé                                      | Classé parmi les sites et monuments historiques en (L.1900), Conformément à l'article 62 de l'ordonnance N° 67-281 du 20/12/1967                                                   | N° 07 du 23/01/1968                     | Image manquante | Télécharger une image |
| 13-058 | El Kissaria | Médiévale | Tlemcen | à géolocaliser                     | Inscription sur l'inventaire supplémentaire | Inscrit sur l'inventaire supplémentaire Arrêté signé par le wali N° 7872 du 15/11/2015                                                                                             | Arrêté non pub au journal officiel      | Image manquante | Télécharger une image |
| 13-059 | Hammam El Hofra | Médiévale | Tlemcen | à géolocaliser                     | Inscription sur l'inventaire supplémentaire | Inscrit sur l'inventaire supplémentaire Arrêté signé par le wali N° 7870 du 15/11/2015                                                                                             | Arrêté non pub au journal officiel      | Image manquante | Télécharger une image |
| 13-062 | Vieille ville de Tlemcen                                                                                                 | Médiévale | Tlemcen | à géolocaliser                     | Secteur sauvegardé                          | Créé et délimité en secteur sauvegardé par Décret Exécutif n° 09-403 du 29/11/2009, après avis favorable de la commission nationale des biens culturels tenu le 26/11/2007.        | N° 71 du 02/12/2009                     |                 | Télécharger une image |

### Nedroma
| Id     | Identification du bien   | Datation  | Commune | Coordonnées    | Catégorie du classement | Mesures et date de protection | Date de publication au Journal Officiel | Illustration    |                       |
| ------ | ------------------------ | --------- | ------- | -------------- | ----------------------- | --- | --------------------------------------- | --------------- | --------------------- |
| 13-002 | Bain Maure               | Médiévale | Nedroma | à géolocaliser | Classé                  | Classé parmi les sites et monuments historiques en date du 18/09/1912, Conformément à l'article 62 de l'ordonnance N° 67-281 du 20/12/1967                                  | N° 07 du 23/01/1968                     |                 | Télécharger une image |
| 13-010 | Grande Mosquée           | Médiévale | Nedroma | à géolocaliser | Classé                  | Classé parmi les sites et monuments historiques en date du 18/09/1912, Conformément à l'article 62 de l'ordonnance N° 67-281 du 20/12/1967                                  | N° 07 du 23/01/1968                     |                 | Télécharger une image |
| 13-020 | Mausolée de Sidi Bouali  | Médiévale | Nedroma | à géolocaliser | Classé                  | Classé parmi les sites et monuments historiques en date du 21/02/1911, Conformément à l'article 62 de l'ordonnance N° 67-281 du 20/12/1967                                  | N° 07 du 23/01/1968                     | Image manquante | Télécharger une image |
| 13-035 | Mosquée de Sidi Mendil   | Médiévale | Nedroma | à géolocaliser | Classé                  | Classé parmi les sites et monuments historiques en date du 18/09/1912, Conformément à l'article 62 de l'ordonnance N° 67-281 du 20/12/1967                                  | N° 07 du 23/01/1968                     |                 | Télécharger une image |
| 13-038 | Mosquée des Gueddarine   | Médiévale | Nedroma | à géolocaliser | Classé                  | Classé parmi les sites et monuments historiques en date du 18/09/1912, Conformément à l'article 62 de l'ordonnance N° 67-281 du 20/12/1967                                  | N° 07 du 23/01/1968                     |                 | Télécharger une image |
| 13-051 | Rempart de la Casbah     | Médiévale | Nedroma | à géolocaliser | Classé                  | Classé parmi les sites et monuments historiques en date du 22/04/1922, Conformément à l'article 62 de l'ordonnance N° 67-281 du 20/12/1967                                  | N° 07 du 23/01/1968                     |                 | Télécharger une image |
| 13-061 | Vieille ville de Nedroma | Médiévale | Nedroma | à géolocaliser | Secteur sauvegardé      | Créé et délimité en secteur sauvegardé par Décret Exécutif n° 09-402 du 29/11/2009, après avis favorable de la commission nationale des biens culturels tenu le 26/11/2007. | N° 71 du 02/12/2009                     |                 | Télécharger une image |

### Autres communes
| Id     | Identification du bien                                                                 | Datation      | Commune        | Coordonnées                        | Catégorie du classement                     | Mesures et date de protection | Date de publication au Journal Officiel | Illustration    |                       |
| ------ | -------------------------------------------------------------------------------------- | ------------- | -------------- | ---------------------------------- | ------------------------------------------- | --- | --------------------------------------- | --------------- | --------------------- |
| 13-004 | Bordjs et autres ouvrages dépendant des fronts Sud et Ouest                            | Médiévale     | Mansourah      | à géolocaliser                     | Classé                                      | Classé parmi les sites et monuments historiques en (L.1900), Conformément à l'article 62 de l'ordonnance N° 67-281 du 20/12/1967                                    | N° 07 du 23/01/1968                     | Image manquante | Télécharger une image |
| 13-005 | Colonnes provenant de la mosquée de Mansourah                                          | Médiévale     | Mansourah      | à géolocaliser                     | Classé                                      | Classé parmi les sites et monuments historiques en (L.1900), Conformément à l'article 62 de l'ordonnance N° 67-281 du 20/12/1967                                    | N° 07 du 23/01/1968                     | Image manquante | Télécharger une image |
| 13-006 | Enceinte en pisé de Mansourah et Ruines de la Méçalla                                  | Médiévale     | Mansourah      | à géolocaliser                     | Classé                                      | Classé parmi les sites et monuments historiques en (L.1900), Conformément à l'article 62 de l'ordonnance N° 67-281 du 20/12/1967                                    | N° 07 du 23/01/1968                     | Image manquante | Télécharger une image |
| 13-007 | Fragments divers de l'époque arabe, déposés au musée de Tlemcen, appartenant à l'état  | Médiévale     | Mansourah      | à géolocaliser                     | Classé                                      | Classé parmi les objets mobiliers classés en date du 20/12/1967, Conformément à l'article 62 de l'ordonnance N° 67-281 du 20/12/1967                                | N°07 du 23/01/1968                      | Image manquante | Télécharger une image |
| 13-008 | Gisement du lac Karar                                                                  | Préhistorique | Remchi         | à géolocaliser                     | Classé                                      | Classé parmi les sites et monuments historiques en date du 20/01/1953, Conformément à l'article 62 de l'ordonnance N° 67-281 du 20/12/1967                          | N° 07 du 23/01/1968                     | Image manquante | Télécharger une image |
| 13-012 | Kobbas de Sidi Abdallah Ben Mansour et de Sidi Ben Ali à Ain El Hout                   | Médiévale     | Chetouane      | à géolocaliser                     | Classé                                      | Classé parmi les sites et monuments historiques en (L.1900), Conformément à l'article 62 de l'ordonnance N° 67-281 du 20/12/1967                                    | N° 07 du 23/01/1968                     |                 | Télécharger une image |
| 13-015 | Kobbas de Sidi Abdallah Ben Mansour et de Sidi Ben Ali à Ain El Hout                   | Médiévale     | Chetouane      | à géolocaliser                     | Classé                                      | Classé parmi les sites et monuments historiques en (L.1900), Conformément à l'article 62 de l'ordonnance N° 67-281 du 20/12/1967                                    | N° 07 du 23/01/1968                     |                 | Télécharger une image |
| 13-028 | Mosquée de Khemis                                                                      | Médiévale     | Souk El Khemis | à géolocaliser                     | Classé                                      | Classé parmi les sites et monuments historiques en date du 22/04/1922, Conformément à l'article 62 de l'ordonnance N° 67-281 du 20/12/1967                          | N° 07 du 23/01/1968                     | Image manquante | Télécharger une image |
| 13-037 | Mosquée des Beni Snous, villages de Tafessera, Tleta, de Sahra                         | Médiévale     | Beni Snous     | à géolocaliser                     | Classé                                      | Classé parmi les sites et monuments historiques en date du 23/04/1923, Conformément à l'article 62 de l'ordonnance N° 67-281 du 20/12/1967                          | N° 07 du 23/01/1968                     | Image manquante | Télécharger une image |
| 13-042 | Mosquée de Mansourah et dépendances                                                    | Médiévale     | Mansourah      | 34° 52′ 15″ nord, 1° 20′ 20″ ouest | Classé                                      | Classé parmi les sites et monuments historiques en (L.1900), Conformément à l'article 62 de l'ordonnance N° 67-281 du 20/12/1967                                    | N° 07 du 23/01/1968                     |                 | Télécharger une image |
| 13-044 | Mosquée Sidi El Haloui et dépendances                                                  | Médiévale     | Mansourah      | à géolocaliser                     | Classé                                      | Classé parmi les sites et monuments historiques en (L.1900), Conformément à l'article 62 de l'ordonnance N° 67-281 du 20/12/1967                                    | N° 07 du 23/01/1968                     |                 | Télécharger une image |
| 13-047 | Petit Palais des Sultans à El Obbad el Fouqui                                          | Médiévale     | Mansourah      | à géolocaliser                     | Classé                                      | Classé parmi les sites et monuments historiques en (L.1900), Conformément à l'article 62 de l'ordonnance N° 67-281 du 20/12/1967                                    | N° 07 du 23/01/1968                     | Image manquante | Télécharger une image |
| 13-048 | Porte de Mansourah (bien culturel protégé disparu)                                     | Médiévale     | Mansourah      | 34° 52′ 15″ nord, 1° 20′ 20″ ouest | Classé                                      | Classé parmi les sites et monuments historiques en (L.1900), Conformément à l'article 62 de l'ordonnance N° 67-281 du 20/12/1967                                    | N° 07 du 23/01/1968                     | Image manquante | Télécharger une image |
| 13-053 | Restes de fortification (Tlemcen, Mansourah)                                           | Médiévale     | Mansourah      | à géolocaliser                     | Classé                                      | Classé parmi les sites et monuments historiques en (L.1900), Conformément à l'article 62 de l'ordonnance N° 67-281 du 20/12/1967                                    | N° 07 du 23/01/1968                     | Image manquante | Télécharger une image |
| 13-055 | Site de Honaïn                                                                         | Médiévale     | Honaïne        | 35° 10′ 35″ nord, 1° 39′ 18″ ouest | Classé                                      | Classé parmi les sites historiques par arrêté du 01/02/1982, après avis favorable de la commission nationale des monuments et sites historiques tenu le 27/12/1978. | N° 18 du 04/05/1982                     |                 | Télécharger une image |
| 13-056 | Tombeaux dits (de la Sultane) et kobba dite de ( khalifa ) au cimetière de Sidi Yakoub | Médiévale     | Mansourah      | à géolocaliser                     | Classé                                      | Classé parmi les sites et monuments historiques en (L.1900), Conformément à l'article 62 de l'ordonnance N° 67-281 du 20/12/1967                                    | N° 07 du 23/01/1968                     | Image manquante | Télécharger une image |
| 13-060 | Moulin de l'Emir Abdelkader                                                            | Contemporaine | Sebdou         | à géolocaliser                     | Inscription sur l'inventaire supplémentaire | Inscrit sur l'inventaire supplémentaire Arrêté signé par le wali N° 7871 du 15/11/2015                                                                              | Arrêté non pub au journal officiel      | Image manquante | Télécharger une image |